# Антон Грассалкович
Граф Антон I. Грассалкович (6 березня 1694, Мойміровце — † 1 грудня 1771, Геделле, Угорщина) був угорським шляхтичем та політиком. Його іменем названо Палац Грассалковичів у Братиславі.
Народився у бідній родині земана барона Яна Грассалковича де Г'ярака (1656? — † 1716) та його дружини Зузани Егрезді де Егрезд (1666 — † 30 липня 1724). Його батько був керуючим замку Бецков. Антон Грассалкович був високим угорським сановником, королівським начальником юстиції Угорщини (у 1731—1748 роках), зберігачем угорської королівської корони, головою угорської королівської палати, головним королівським конюхом та був жупаном Новоградської та Арадської жупи.